# Syllabaire cherokee
Pour les articles homonymes, voir Cherokee (homonymie).
Cette page contient des caractères spéciaux ou non latins. S’ils s’affichent mal (▯, ?, etc.), consultez la page d’aide Unicode.
Le syllabaire cherokee (également orthographié chéroki, chérokie ou tchérokî) est un système d'écriture inventé par l’orfèvre cherokee Sequoyah entre 1809 et 1821. Comportant 86 graphèmes, il est le premier système d’écriture destiné à transcrire une langue amérindienne, et fait du cherokee la première langue écrite des Nord-Amérindiens. Il s'agit d'un système bicaméral : ses graphèmes présentent une forme majuscule et une forme minuscule.
Le syllabaire est adopté très rapidement par son peuple.
La trace la plus ancienne de son utilisation est datée de 1808 ou 1818, et a été découverte dans une grotte du comté de Clay, dans le Kentucky. Il est possible (si elle date de 1808) qu’elle soit de la main même de Sequoyah.

## Syllabaire

Syllabaire cherokee

|                               | [a] / [ə] a / – | [a] / [ə] a / – | [a] / [ə] a / – | [e] / [ɛ] e (é) | [e] / [ɛ] e (é) | [i] / [ɪ] i    | [i] / [ɪ] i    | [o] / [ɔ] o    | [u] / [ʊ] u (ou) | [ə̃] v (ën)       |
| ----------------------------- | --------------- | --------------- | --------------- | --------------- | --------------- | -------------- | -------------- | -------------- | ---------------- | ---------------- |
| –                             | Ꭰ a             | Ꭰ a             | Ꭰ a             | Ꭱ e (é)         | Ꭱ e (é)         | Ꭲ i            | Ꭲ i            | Ꭳ o            | Ꭴ u (ou)         | Ꭵ v (ën)         |
| [ɡ] / [k] g (gu) / k          | Ꭶ ga            | Ꭶ ga            | Ꭷ ka            | Ꭸ ge (gué)      | Ꭸ ge (gué)      | Ꭹ gi (gui)     | Ꭹ gi (gui)     | Ꭺ go           | Ꭻ gu (gou)       | Ꭼ gv (guën)      |
| [h] h                         | Ꭽ ha            | Ꭽ ha            | Ꭽ ha            | Ꭾ he (hé)       | Ꭾ he (hé)       | Ꭿ hi           | Ꭿ hi           | Ꮀ ho           | Ꮁ hu (hou)       | Ꮂ hv (hën)       |
| [l] l                         | Ꮃ la            | Ꮃ la            | Ꮃ la            | Ꮄ le (lé)       | Ꮄ le (lé)       | Ꮅ li           | Ꮅ li           | Ꮆ lo           | Ꮇ lu (lou)       | Ꮈ lv (lën)       |
| [m] m                         | Ꮉ ma            | Ꮉ ma            | Ꮉ ma            | Ꮊ me (mé)       | Ꮊ me (mé)       | Ꮋ mi           | Ꮋ mi           | Ꮌ mo           | Ꮍ mu (mou)       | Ᏽ mv (mën)       |
| [n] / [ʰn] / [nʰ] n / hn / nh | Ꮎ na            | Ꮏ hna           | Ꮐ nah           | Ꮑ ne (né)       | Ꮑ ne (né)       | Ꮒ ni           | Ꮒ ni           | Ꮓ no           | Ꮔ nu (nou)       | Ꮕ nv (nën)       |
| [kw] qu (kw)                  | Ꮖ qua (kwa)     | Ꮖ qua (kwa)     | Ꮖ qua (kwa)     | Ꮗ que (kwé)     | Ꮗ que (kwé)     | Ꮘ qui (kwi)    | Ꮘ qui (kwi)    | Ꮙ quo (kwo)    | Ꮚ quu (kwou)     | Ꮛ quv (kwën)     |
| [s] s (s / ç)                 | Ꮝ s             | Ꮜ sa (sa / ça)  | Ꮜ sa (sa / ça)  | Ꮞ se (sé / cé)  | Ꮞ se (sé / cé)  | Ꮟ si (si / ci) | Ꮟ si (si / ci) | Ꮠ so (so / ço) | Ꮡ su (sou/ çou)  | Ꮢ sv (sën / cën) |
| [d] / [t] d / t               | Ꮣ da            | Ꮣ da            | Ꮤ ta            | Ꮥ de (dé)       | Ꮦ te (té)       | Ꮧ di           | Ꮨ ti           | Ꮩ do           | Ꮪ du (dou)       | Ꮫ dv (dën)       |
| [tɬ] tl                       | Ꮬ dla           | Ꮬ dla           | Ꮭ tla           | Ꮮ tle (tlé)     | Ꮮ tle (tlé)     | Ꮯ tli          | Ꮯ tli          | Ꮰ tlo          | Ꮱ tlu (tlou)     | Ꮲ tlv (tlën)     |
| [dʒ] ts                       | Ꮳ tsa           | Ꮳ tsa           | Ꮳ tsa           | Ꮴ tse (tsé)     | Ꮴ tse (tsé)     | Ꮵ tsi          | Ꮵ tsi          | Ꮶ tso          | Ꮷ tsu (tsou)     | Ꮸ tsv (tsën)     |
| [ɰ] w                         | Ꮹ wa            | Ꮹ wa            | Ꮹ wa            | Ꮺ we (wé)       | Ꮺ we (wé)       | Ꮻ wi           | Ꮻ wi           | Ꮼ wo           | Ꮽ wu (wou)       | Ꮾ wv (wën)       |
| [j] y                         | Ꮿ ya            | Ꮿ ya            | Ꮿ ya            | Ᏸ ye (yé)       | Ᏸ ye (yé)       | Ᏹ yi           | Ᏹ yi           | Ᏺ yo           | Ᏻ yu (you)       | Ᏼ yv (yën)       |
| 1. 2.                         |                 |                 |                 |                 |                 |                |                |                |                  |                  |

## Codage informatique
Le syllabaire est codé dans les deux blocs Unicode Chérokie (U+13A0 à U+13FF) et Chérokie – supplément (U+AB70 à U+ABBF), contenant les syllabes les plus courantes (majuscules), présentes dans le premier bloc depuis Unicode 3.0, ainsi que les syllabes minuscules correspondantes, ajoutées dans Unicode 8.0 en grande partie dans le second bloc.
| en fr  | 0 | 1 | 2 | 3 | 4 | 5 | 6 | 7 | 8 | 9 | A | B | C | D | E | F |  |
| ------ | - | - | - | - | - | - | - | - | - | - | - | - | - | - | - | - |  |
| U+13A0 | Ꭰ | Ꭱ | Ꭲ | Ꭳ | Ꭴ | Ꭵ | Ꭶ | Ꭷ | Ꭸ | Ꭹ | Ꭺ | Ꭻ | Ꭼ | Ꭽ | Ꭾ | Ꭿ |  |
| U+13B0 | Ꮀ | Ꮁ | Ꮂ | Ꮃ | Ꮄ | Ꮅ | Ꮆ | Ꮇ | Ꮈ | Ꮉ | Ꮊ | Ꮋ | Ꮌ | Ꮍ | Ꮎ | Ꮏ |  |
| U+13C0 | Ꮐ | Ꮑ | Ꮒ | Ꮓ | Ꮔ | Ꮕ | Ꮖ | Ꮗ | Ꮘ | Ꮙ | Ꮚ | Ꮛ | Ꮜ | Ꮝ | Ꮞ | Ꮟ |  |
| U+13D0 | Ꮠ | Ꮡ | Ꮢ | Ꮣ | Ꮤ | Ꮥ | Ꮦ | Ꮧ | Ꮨ | Ꮩ | Ꮪ | Ꮫ | Ꮬ | Ꮭ | Ꮮ | Ꮯ |  |
| U+13E0 | Ꮰ | Ꮱ | Ꮲ | Ꮳ | Ꮴ | Ꮵ | Ꮶ | Ꮷ | Ꮸ | Ꮹ | Ꮺ | Ꮻ | Ꮼ | Ꮽ | Ꮾ | Ꮿ |  |
| U+13F0 | Ᏸ | Ᏹ | Ᏺ | Ᏻ | Ᏼ | Ᏽ |   |   | ᏸ | ᏹ | ᏺ | ᏻ | ᏼ | ᏽ |   |   |  |

| en fr  | 0 | 1 | 2 | 3 | 4 | 5 | 6 | 7 | 8 | 9 | A | B | C | D | E | F |
| ------ | - | - | - | - | - | - | - | - | - | - | - | - | - | - | - | - |
| U+AB70 | ꭰ | ꭱ | ꭲ | ꭳ | ꭴ | ꭵ | ꭶ | ꭷ | ꭸ | ꭹ | ꭺ | ꭻ | ꭼ | ꭽ | ꭾ | ꭿ |
| U+AB80 | ꮀ | ꮁ | ꮂ | ꮃ | ꮄ | ꮅ | ꮆ | ꮇ | ꮈ | ꮉ | ꮊ | ꮋ | ꮌ | ꮍ | ꮎ | ꮏ |
| U+AB90 | ꮐ | ꮑ | ꮒ | ꮓ | ꮔ | ꮕ | ꮖ | ꮗ | ꮘ | ꮙ | ꮚ | ꮛ | ꮜ | ꮝ | ꮞ | ꮟ |
| U+ABA0 | ꮠ | ꮡ | ꮢ | ꮣ | ꮤ | ꮥ | ꮦ | ꮧ | ꮨ | ꮩ | ꮪ | ꮫ | ꮬ | ꮭ | ꮮ | ꮯ |
| U+ABB0 | ꮰ | ꮱ | ꮲ | ꮳ | ꮴ | ꮵ | ꮶ | ꮷ | ꮸ | ꮹ | ꮺ | ꮻ | ꮼ | ꮽ | ꮾ | ꮿ |

Il convient toutefois de noter que les caractères sont présentés dans la plupart des polices cherokees actuelles avec des glyphes sous leur forme imprimée moderne. Les glyphes des mêmes caractères sous leur forme manuscrite cursive historique sont très différents et beaucoup plus difficilement reconnaissables pour un lecteur non formé que les formes manuscrites cursives des lettres latines, grecques ou cyrilliques qui ont inspiré le syllabaire cherokee moderne. Des polices de caractères spécialisées pour cette forme historique (introduite au début du XIXe siècle mais peu utilisée et très rapidement modernisée) peuvent cependant être utilisées avec le même codage. Il convient aussi de noter qu'avant la création du syllabaire, une écriture idéographique a également été créée et testée mais sans grand succès, contrairement au syllabaire après sa modernisation.